# Micropsectra pallidula
Micropsectra pallidula är en tvåvingeart som först beskrevs av Johann Wilhelm Meigen 1830.  Micropsectra pallidula ingår i släktet Micropsectra och familjen fjädermyggor.
Artens utbredningsområde är Tyskland. Det är osäkert om arten förekommer i Sverige. Inga underarter finns listade i Catalogue of Life.